# Пиан ди Ско
Пиа̀н ди Ско̀ (на италиански: Pian di Scò) е градче в Цеверна Италия, в община Кастелфранко Пиандиско, провинция Арецо, регион Тоскана. Разположено е на 349 m надморска височина. Населението на градчето е 6452 души (към 2011 г.).
До 1 януари 2014 градчето е независима община. Старата община се е обединила с градче Кастелфранко ди Сопра да създадат новата община.